# Pasirjaya (Cilamaya Kulon)
Pasirjaya is een bestuurslaag in het regentschap Karawang van de provincie West-Java, Indonesië. Pasirjaya telt 7069 inwoners (volkstelling 2010).